# Capitol Records
Capitol Records – amerykańska wytwórnia płytowa będąca własnością Universal Music Group (UMG).
Capitol Records została założona przez tekściarza Johnny’ego Mercera w 1942 z pomocą producenta filmowego Buddy’ego DeSylva oraz biznesmena Glenna Wallichsa, właściciela Music City – największego w tamtym czasie sklepu z płytami w Los Angeles.
W 1955 EMI wykupiło 96% akcji Capitolu. Wkrótce potem EMI wybudowało nowe studio – Capitol Tower. W 2012 Capitol został wykupiony przez Universal Music Group. 
Dla Capitol Records albumy wydawali m.in.: Katy Perry, Dean Martin, Bing Crosby, Rosemary Clooney, Frank Sinatra, The Beatles, Jimi Hendrix, Avenged Sevenfold, Chingy, Interpol, Sam Smith, Kylie Minogue, Megadeth, Les Paul, Niall Horan, The Decemberists czy 5 Seconds of Summer